# 護拳
護拳（ごけん）は、刀剣や十手などの武器において、柄に付属し、柄を握る拳を守る部具の名称。「護拳部」とも表記される。その役割上、鍔と同じコンセプトの防具であるが、護拳には、刀剣を激しく扱う際に手が滑って柄を離して落としてしまうといったことを未然に防ぐ役割（利点）もある。ただし、護拳があることによって、柄を回転させて刃先を返す動作・術・技（とっさ的な峰打ちも含まれる）が用いられないという欠点（運動・柔軟性の欠如）もあり、そうした防具に頼る姿勢をよしとしない考え方の上では、修練の上でも、好まれなかった国もある（例として、中世以降の日本武術流派では、柄を回転させる術が含まれる）。

## 材質
材質は、鍔と一体化したものなどは金属製が用いられるが（西洋のサーベルなど）、鍔なしの護拳の場合、柔軟性のある有機質が用いられている場合もある（日本古墳期の直刀付属の護拳がそれに当たる）。

## 形状
西洋の刀剣の場合、刃先に合わせた柄の面に付属しており、主に「指を守る」構造をしているが、日本の古墳時代における大刀の場合、柄の側面に付属し、従って、「手の甲を守る」ように作られている。前述のように、鍔のない大刀においても護拳はあり、柄の部分に結ぶ構造となっていて、「三輪玉」や「鈴」などによって飾られている（古墳期における器財埴輪によく見られる）。
古代における形状は、日本の場合、器財埴輪によく表現されており、例として、前橋市の王山古墳、太田市の塚廻り4号墳、邑楽郡大泉町の古海松柄37号墳、奈良荒蒔古墳、鴻巣市の生出塚埴輪窯跡、藤岡市の平井地区1号墳、深谷市の黒田17号墳など、多くの出土事例が報告されている。

## 護拳を有する武器
いずれの刀剣も片手持ちの短い柄に護拳が見られる（画像はそれぞれの項目を参照）。
- サーベル
- レイピア - 護身用。
- カットラス - 狭くて、揺れる船上において使用された（使用する環境上、護拳がないと落としやすいといえる）。
- 玉纏大刀（たままきのたち） - 栃木市「七廻り鏡塚古墳」や奈良県「藤ノ木古墳」などから出土しており、この刀を模した器財埴輪も全国から多数出土しており、多くは6世紀頃の遺物（従って、歴史だけ見れば、西洋刀の護拳より古い）。伊勢神宮の神宝の中にもある[2]。

## 備考
- 実質上、古墳時代以後の日本では、刀剣に護拳が付属しなかったことにより、近代・明治時代に入り、西洋化にともなって、用いられるまでは登場しなかった部位である。護拳があると国内の既存の武術流派の術が用いられない[3]。例えば、鍔迫り合いの際、左手で相手の手首をつかみ、下に落とし、柄を握る右手の人差し指を伸ばし、そのまま目を突くという技（動作）が、護拳があると難しい。ただし護拳の場合、ナックルダスターのように突くことが可能。
- 鍔の形状が、拳全体を覆っているものの場合、護拳の必要がない。そもそも自分の腕に自信のある者は護拳はおろか鍔も着用しない[4]（防具は心の隙や油断を生むものと捉えられるため）。
- 護拳がない刀剣では、長時間の戦闘で握力が弱って、柄を離してしまうおそれもあるが、手拭いや布などで柄と拳を強く結んで固定すれば改善できることであり（ただし、戦闘中に外せなくなる）、手を滑らす事自体、未熟者扱いされかねない（集中していない証拠・身分によっては戦闘中に柄を離すのも恥となる）。
- 逆に護拳があることで可能な技能として、相手の柄と護拳の隙間に切先を引っ掛け（指を傷つけることを問わず）、剣ごと奪いさる動作がある。拳が守られているという油断と片手持ちという点で両手持ちに比べ握力は弱く、柄と護拳の間に刃を入れられる恐怖心も利用し、手を傷つけられる前に離してしまう心理をも応用したものである。タイミングを誤ると斬られかねないが、実力差がある場合、剣を奪い、無用な命のやり取りを防げる。相手も武器を奪われた時点で実力差を実感し、敗北を認めやすい。
- 鎖鎌の中にも護拳を有する流派があり、一心流は逆手でもつため、柄頭より鎌の付け根側に護拳がついている。